# Rosa zangezura
Rosa zangezura es una especie de planta del género Rosa, de la familia Rosaceae.

## Taxonomía
Rosa zangezura fue descrita por Jarosch. en 1945.

## Distribución
Se encuentra en el territorio de Armenia y Azerbaiyán.